# Acraea empusa
Acraea empusa är en fjärilsart som beskrevs av Butler 1893. Acraea empusa ingår i släktet Acraea och familjen praktfjärilar. Inga underarter finns listade i Catalogue of Life.